# Stenen Molen (Ertvelde)
De Stenen Molen in Ertvelde (Evergem) is een ronde stenen grondzeiler uit 1798-1799. Hij is ingericht als korenmolen, met 2 koppels maalstenen en een haverpletter.
De molen is in 1985 door de huidige eigenaar maalvaardig hersteld. Tegenwoordig maalt hij spelt, die wordt verwerkt tot brood en speciaal bier. Bij het herstel is de molen een halve meter verhoogd en is een wiekverbetering volgens het systeem Fauël aan het gevlucht aangebracht. Bij een restauratie in 2009 werden de wieken verbusseld.
Op het molenerf bevindt zich een maalvaardige rosmolen uit dezelfde tijd als de windmolen. Deze molen werd gebouwd om ook graan te kunnen malen op windstille dagen. De rosmolen wordt dus niet in beweging gebracht door de wind, maar door dieren. Vroeger werd de eikenhouten balk door ezels voortgetrokken, vandaag zijn het Noorse fjordenpaarden waarmee tijdens molendagen demonstraties worden gegeven.

## Foto's

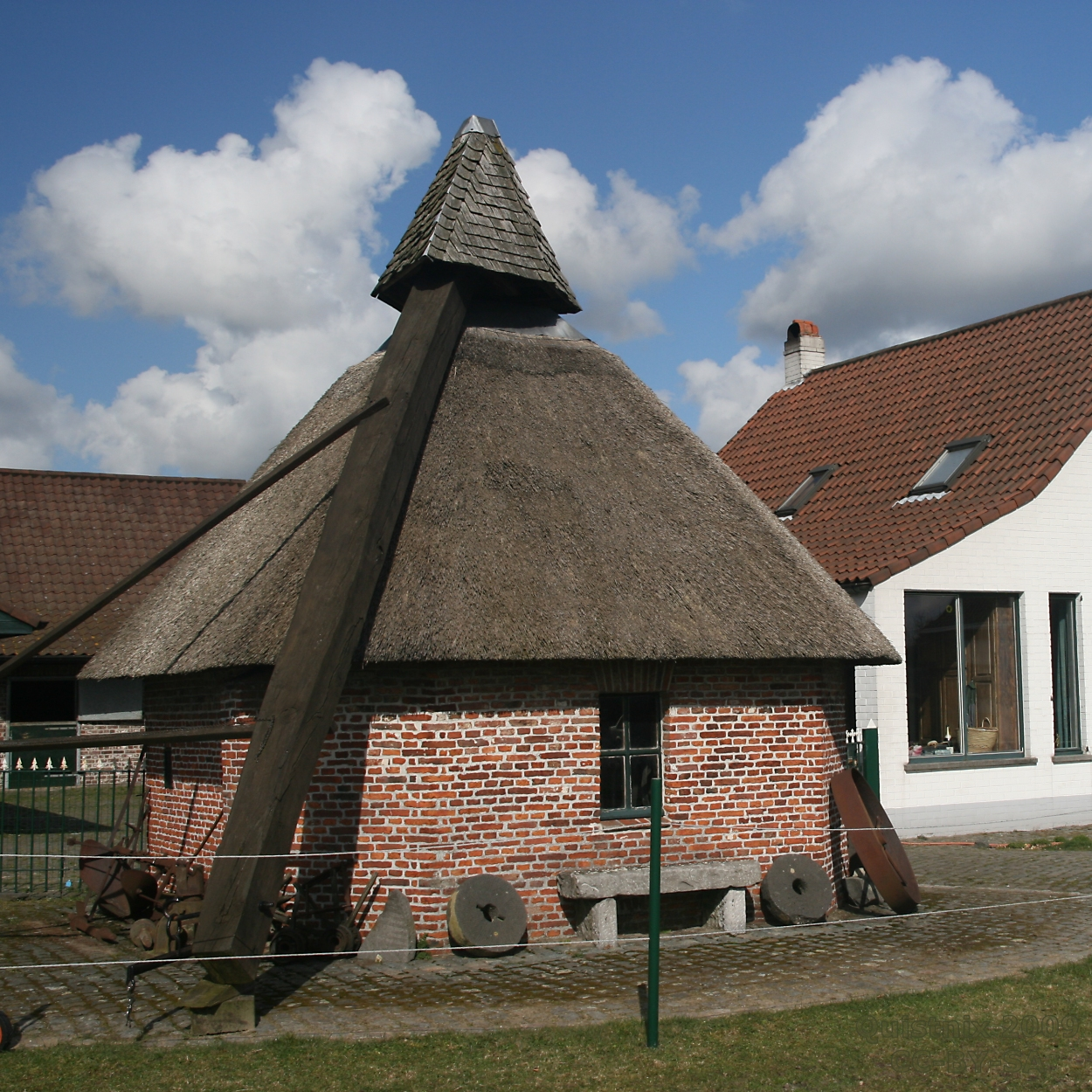
Rosmolen